# Gastón II de Foix

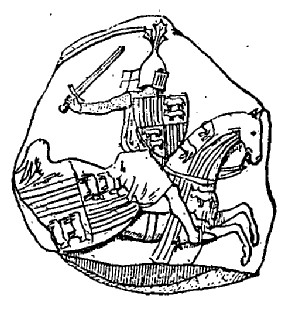
Gastón II de Foix

Gastón II, apodado el Paladino, fue conde de Foix y, con el nombre de Gastón IX, vizconde de Bearne, Marsán, Gabarret y otros feudos (básicamente Brulhes y Oloron), así como vizconde de Castellbó y señor de Andorra y Donasà. Sucedió a la edad de siete años a su padre Gastón I de Foix a su fallecimiento en 1315. Su madre Juana de Artois ejerció la regencia hasta que el hijo la hizo encerrar en Foix y luego en Orthez en 1329.
Participó en la campaña francesa en Guyena, con la toma del castillo de Tartas en 1339. En premio recibió el vizcondado de Lautrec. El rey además separó Foix del control del senescal de Carcasona y lo transfirió a la senescalía de Tolosa. Fue nombrado además teniente general real en Gascuña y Languedoc. En 1343 partió a Castilla para participar en la guerra contra los musulmanes y murió en Algeciras en septiembre de dicho año, siendo trasladado posteriormente su cuerpo a la Abadía de Bulbona.

## Matrimonio y descendencia
Casó con su prima-hermana Leonor de Cominges, hija de Bernardo VII de Cominges, conde de Cominges, que trajo como dote los derechos del condado de Bigorre. De su esposa tuvo un hijo y sucesor:
- Gastón III de Foix-Bearne

Tuvo también varios bastardos:
- Pedro de Bearne, casado con Florensa de Aragón, señora titular de Vizcaya.
- Bearnesa, esposa de Arnaldo Ramón de Castellnou, vizconde de Orthez.
- Margarita, esposa de Juan de Castellverdu, señor de Caumont
- Arnaldo Guillermo de Bearne (fallecido en 1391) casado con Juana, señora de Morlan, cuya hija Diana se casó con Mateo, señor de Lescun, cuyos descendientes fueron señores de Morlan y Lescun.

Tras la muerte de Gastón II de Foix, su viuda Leonor quedó como regenta de todos los estados de la casa de Foix-Bearne y tuvo que defenderlos de sus parientes, los condes de Armañac y de Cominges. Recorrió con su hijo Gastón III todos sus estados obligando a los señores a rendirle homenaje para asegurar y mantener la herencia de su antecesor. Leonor falleció el 16 de mayo de 1365. 
| Predecesor: Gastón I de Foix y VIII de Bearne | Conde de Foix y Vizconde de Bearne 1302 - 1315 | Sucesor: Gastón III de Foix y X de Bearne «Febus» |